# Bad Schwalbach
Bad Schwalbach è un comune tedesco di 11 430 abitanti, situato nel land dell'Assia.